# Rechercheverbund NDR, WDR und Süddeutsche Zeitung
Der Rechercheverbund NDR, WDR und Süddeutsche Zeitung ist ein 2014 gegründeter deutscher Investigativ-Rechercheverbund. Leiter war ab Februar 2014 bis März 2022 der ehemalige Spiegel-Chefredakteur Georg Mascolo. 2022 übernahm der Investigativjournalist Daniel Drepper die Leitung.

## Hintergrund
Hintergrund der Zusammenarbeit ist die sich enorm verändernde Medienlandschaft. Neben Kosteneinsparungen soll auch die Geschwindigkeit der Recherche gesteigert werden. Seit seiner Gründung wird der Rechercheverbund regelmäßig in Nachrichtenformaten, u. a. in der Tagesschau, zitiert.
Der Verbund berichtete unter anderem über Auslandsgeschäfte der chinesischen Führung, über den Whistleblower Edward Snowden, die Salafistenszene in Deutschland und den Abgasskandal. Am 20. April 2016 gab der Rechercheverbund bekannt, dass neben Volkswagen auch viele andere Automobilhersteller Abgaswerte verfälscht hatten.
Im April 2016 berichtete der Verbund über die sogenannten Panama Papers; vertrauliche Unterlagen des panamaischen Offshore-Dienstleisters Mossack Fonseca, die der Süddeutschen Zeitung zugespielt und von hunderten Journalisten weltweit monatelang ausgewertet wurden. Die Unterlagen geben Einblicke in die undurchsichtigen Tätigkeiten der Offshore-Finanzwirtschaft. Am 5. November 2017 veröffentlichte der Verbund die sogenannten Paradise Papers.

## Kritik
Mitte März 2015 reichte der Verband Privater Rundfunk und Telemedien Rechtsaufsichtsbeschwerde gegen den Rechercheverbund ein. Sie warfen dem Verbund Wettbewerbsverzerrung zugunsten der Süddeutschen Zeitung vor. Außerdem seien die Aktivitäten der ARD-Anstalten vom öffentlich-rechtlichen Funktionsauftrag nicht gedeckt. Weitere Kritiker, eher idealistischer oder medienethischer Natur, sind die Verleger Jakob Augstein und der Journalist Jörg Eigendorf.
Das Medienmagazin Zapp thematisierte die Vorwürfe gegen den Rechercheverbund, ein „Zitier-Kartell“ und „eine Quersubventionierung für eine Zeitung durch beitragsfinanzierte Sender“ darzustellen.